# Torphøj
Torphøj eller Nato-sendestationen Torphøj var en troposcatterstation placeret ved Kollemorten nord for Give. Der var forbindelse mod nord til Grimstad lidt nord for Kristiansand i Norge og mod syd til Emden i Nordvesttyskland, som en del af NATOs kommunikationssystem ACE High. Torphøj er nu nedlagt og i dag benyttes satellitforbindelser, og noget af anlægget bruges af hjemmeværnet.

## Eksterne kilder og henvisninger
- Da Torphøj forbandt hele Europa. Arkiveret 20. december 2016 hos  Wayback Machine Jørn Christiansen på christrup.eu
- Kollemorten, Nato-sendestationen Tophøj. på kulturarv.dk

|  | Denne artikel om en bygning eller et bygningsværk kan blive bedre, hvis der indsættes et (bedre) billede. Du kan hjælpe ved at afsøge Wikimedia Commons for et passende billede eller lægge et op på Wikimedia Commons med en af de tilladte licenser og indsætte det i artiklen. |

|  | Denne artikel kan blive bedre, hvis der indsættes geografiske koordinater Denne artikel omhandler et emne, som har en geografisk lokation. Du kan hjælpe ved at indsætte koordinater i wikidata. |